# 8番らーめん

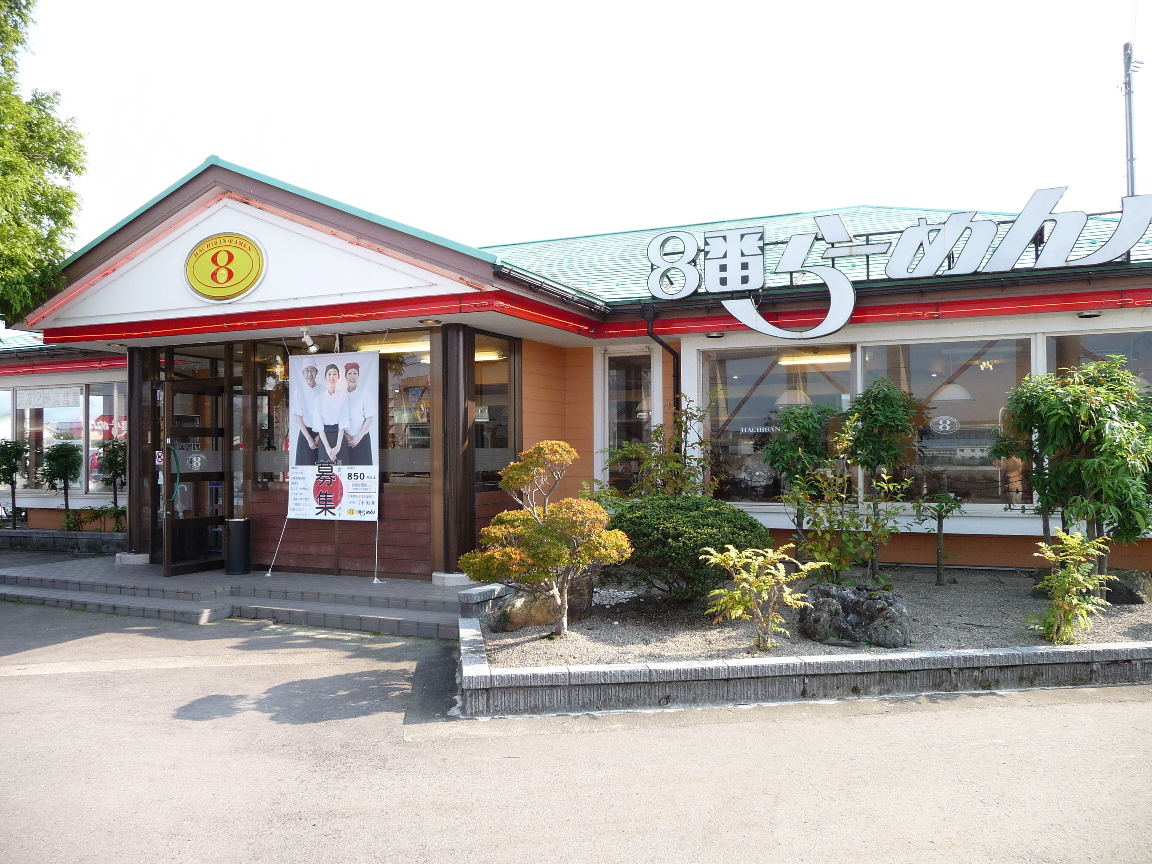
移転前の8番らーめん本店
（石川県加賀市桑原町）

8番らーめん（はちばんらーめん）は、株式会社ハチバンが運営しているラーメンチェーン店である。「石川県民のソウルフード」に例えられる。
キャッチコピーは、理由は定かではないがまた食べたく成るという客の声を反映させたとされる「なんでやろ、8番」。

## 概要
創業者・後藤長司が石川県加賀市に個人で起業したラーメン店（現在のチェーン本店）用地が国道8号に面したことから、店名に「8」を冠した。また数字の「8」を横にすると「∞」であり無限大記号なることも店名に選択した理由となっている。
店舗網は北陸3県（石川県・富山県・福井県）を中心に、西は岡山県にまで広がる。さらには、JR西日本金沢支社管内の駅ナカや、中国・タイといった日本国外にも進出している。
同店が取り扱う麺料理全般の特徴として、ナルトの代わりに8番らーめんの象徴でもある数字の「8」を模様に付した蒲鉾「ハチカマ」がトッピングされることが挙げられる。

## 野菜らーめん
野菜らーめん8番らーめんの看板商品。
1日に必要とされる野菜の分量の半分相当のキャベツ、ニンジン、タマネギ、モヤシを炒めたものが入っている。シャキシャキした野菜の食感は、炒めた野菜をスープで煮た後、再び炒めることにポイントがあり、特定の社内資格の取得者のみが店で調理できる。
麺は太い縮れ麺。スープは、味噌、塩、醤油、バター風味の4種類があり、上述の用に「8」と書かれたかまぼこが乗っている。なお、以前はとんこつ味もあったが2021年9月に販売を終了している。

## 沿革
後藤は山代温泉でバーと割烹店を経営したが、失敗した。昭和40年代におきたインスタントラーメンブームを見た後藤はラーメン専門店を開業することを思い立つ。国道8号線沿いを選んだのは、これからは自動車の時代が来ると考えたからであり、1号店となる店舗は当時は珍しいドライブイン形式でもあった。
出店に際し、後藤は各地で修業を行ったが、看板商品となる野菜ラーメンもその際に思いついている。割烹店の経験を活かし、鍋料理からの発想で北陸の味噌と金沢の醤油を合わせたもので、煮込みラーメンのはしりとも言える。
1967年2月11日、石川県加賀市桑原町の国道8号沿いに「8番ラーメン」を開店（創業時の本店）。メニューは野菜ラーメンとライスのみであったが、25席の店で1日に1300杯を売り上げる大繁盛ぶりであった。当時は近隣のうどん屋では1杯70円で提供されていたラーメンであったが、野菜ラーメンは1杯100円と高値であったにもかかわらず、行列店となった。
1967年9月にはフランチャイズ1号店を開業し、フランチャイズチェーン事業となる。1971年には八番フードサービスを設立し、チェーン店拡大路線に舵を切る。
1977年に開業した8番らーめん泉ヶ丘店は、それまでカウンター形式だった店舗レイアウトをボックス席を主体としたファミリーレストラン的なものにし、ターゲットとする客層を子どもから老人までに拡大し、家族でテーブルを囲んで食事ができるようにした。同時に幅広い年齢層に合うよう定食風のラーメンセットメニューを開発すると共に、商品数を一気に増やす。泉ヶ丘店の成功は、8番らーめんの第2創業期とも言える。
1986年、創業20周年を機に八番フードサービスをハチバンに社名変更する。
- 1971年 - 本社機能を石川県金沢市に移転（金沢市増泉）。
- 1973年 - 全店でギョーザの提供を開始。
- 1977年10月 - 屋号を「8番ラーメン」から現在の「8番らーめん」に改称[9]。
- 1986年はばBB - 加盟店・直営店を合わせて100店舗を達成。

### タイ進出
1980年代後半、当時繊維業を経営していたバイサン・ルアンバッタラメーテーは仕事の関係で頻繁に福井県を訪れており、その際に食した8番らーめんに夢中になってしまっていた。
バイサンは祖国のタイに8番らーめんを出店するべくハチバンに申し入れるが、当時のハチバンは日本国内の出店が急速に増えている時期で日本国外への展開を行う企業体力も余裕もなく、この申し出を断る他はなかった。しかし、バイサンは諦めずに何度も交渉を続け、ついにはタイ行きの航空券をハチバンに送ってきたので、当時は専務だった後藤四郎（長司の弟で、後の3代目社長）がタイに赴くことになった。四郎はタイ市場を見て回った結果、以下の3点から日本の関東進出よりも成功する予感を得る。
- タイの人々は外食をする機会が豊富である。
当時のタイは貧困層が多かったが、キッチンが無い住宅で生活していることも多かったので、1日3食全てを外食というのも一般的であった。
- タイには箸を使って食事をする文化があり、ラーメンとは親和性が高い。
- タイの人々はさまざまな麺、小麦のみならず緑豆や米を原料として麺を日常的に食しており、朝食に麺というのも一般的である。

こうして、1991年にバイサンが代表を務める衣料小売りタイ・ナムシンとハチバンとが共同出資で合弁会社タイ・ハチバンを設立し、ハチバンとタイ・ハチバンとの間でフランチャイズ契約が締結される。
1990年代、バンコクに日本式ラーメンを提供する店は既にあったが、いずれも日本人が経営者で日本人顧客をターゲットにした店であり、提供されるラーメンの価格も高値であった。前述の日本人顧客向けラーメンが当時1杯150バーツから200バーツだったのに対し、屋台で提供されているラーメンは10バーツから12バーツであった。また、当時のバンコクのマクドナルドで販売されるビッグマックの価格が約80バーツであったことも参考にし、タイの8番ラーメンで販売される味噌ラーメンは45バーツと決まった。創業者である後藤長司の理念に則り、ターゲットをタイの大衆に設定したためであった。当時のレートで45バーツは約225円で、日本では味噌ラーメンを400円で販売していたため、セントラルキッチン化と食材の現地調達によりコストダウンを図っている。セントラルキッチン化は進出当初からタイでのチェーン店展開を見据えていた四郎のこだわりでもあった。バンコクでの日本人向けラーメン店の価格が高いのは食材を日本から空輸してることも理由に挙げられる。
- 1992年 - タイのバンコクに海外第1号店を出店[10]。
- 1995年 - 中国の北京に出店[10]（2003年に閉店）。
- 2003年 - 香港[11]、マレーシア[10]のクアラルンプールに出店（マレーシアは2007年、香港は2024年に閉店）。
- 2004年 - 台湾の台北に出店（2010年に閉店）。
- 2005年 - 中国の上海に出店（2008年に閉店）。
- 2016年8月8日 - 本店を石川県加賀市西島町に移転[12]。
- 2019年7月5日 - ベトナムのホーチミンに出店[10][13]。